# Torneo Internazionale Stampa Sportiva
Torneo Internazionale Stampa Sportiva a fost una dintre cele mai vechi competiții fotbalistice intercluburi din Europa. Acest turneul s-a ținut în Italia, la Torino în anul 1908.
Asemănător Cupei Tagblatt acest turneu a fost organizat de un ziar La Stampa Sportiva și reunea echpe de fotbal din Italia, Franța, Germania și Elveția.

## Calificări
Semifinale
| Juventus Torino                   | 4-1 Timp Suplimentar | Piemonte Football Club |
| --------------------------------- | -------------------- | ---------------------- |
| Borel Goccione Donna Brusa (a.g.) |                      | F. Berardo             |

| FC Torino | 2-1 | Ausonia Pro Gorla |
| --------- | --- | ----------------- |
|           |     |                   |

Finala
| FC Torino        | 2-1 | Juventus Torino |
| ---------------- | --- | --------------- |
| Pozzi Debernardi |     | Donna           |

## Turneul Final
Semifinale
| FC Servette Geneva | 5-3 | Freiburger Fußball-Club 1897 |
| ------------------ | --- | ---------------------------- |
|                    |     |                              |

| FC Torino               | 4-0 | US Parisienne |
| ----------------------- | --- | ------------- |
| Squair Debernardi (pen) |     |               |

Locul Trei
| Juventus Torino* | 4-0 | US Parisienne |
| ---------------- | --- | ------------- |
| Borel Goccione   |     |               |

Juventus Torino a evoluat în locul lui Freiburg pentru că se retrăsese din competiție.
Finala
| FC Servette Geneva | 3-1 | FC Torino |
| ------------------ | --- | --------- |
| Nett Henneberg     |     | Pozzi     |